# بيت عانا
بيت عانا قرية سورية تتبع ناحية الدالية في منطقة جبلة في محافظة اللاذقية. بلغ عدد سكانها 802 نسمة في عام 2004 حسب إحصاء المكتب المركزي للإحصاء.